# Жикич-Караджорджевич, Лиляна
Лиляна Жикич-Караджорджевич (серб. Љиљана Жикић Карађорђевић / Ljiljana Žikić Karađorđević), урождённая Лиляна Джогович (серб. Љиљана Ђоговић / Ljiljana Đogović; 9 марта 1957, Крагуевац — 1 апреля 1999, Любенич) — югославская и сербская поэтесса, фотомодель и киноактриса, рядовая 125-й моторизованной бригады Вооружённых сил Союзной Республики Югославии, участвовавшая в Косовской войне как доброволец.

## Биография

### Происхождение и семья
Лиляна Джогович родилась 9 марта 1957 года в городе Крагуевац. Её отец — Живко Джогович (серб. Živko Đogović), водитель из Герцеговины; мать — Милица Джогович, в девичестве Жикич (серб. Milica Žikić), уроженка села Жабаре около Тополы. В семье были также сестра Гордана и брат Богдан. После развода родителей все трое детей остались с матерью, которая уехала в Жабаре. Позже Лиляна взяла девичью фамилию матери, отказавшись от отцовской. Некоторое время она носила двойную фамилию Жикич-Манойлович, вторая часть которой была фамилией её бабушки по материнской линии. Лиляна дважды состояла в браке, воспитала шестерых детей: от первого брака есть дочь Дени и сын Марко, от второго — сыновья Дино, Мауро, Альберто и дочь Дина. Брат Лиляны Богдан умер в 2016 году и был похоронен рядом с Лиляной.

### Творческая деятельность
Лиляна училась в музыкальной и балетной школе, была актрисой детско-юношеского театра имени Йоакима Вуйича в Краугеваце. Окончила факультет организационных наук Белградского университета, выиграла конкурс красоты «Мисс Сербия» в 1978 году. Она участвовала в конкурсе «Мисс Югославия», войдя в число финалисток, и даже получила шанс побороться за победу, чтобы поучаствовать в конкурсе «Мисс мира». Однако от этой возможности она отказалась, предпочтя участие в съёмках рекламы в Нью-Йорке. Лиляна снималась в югославских художественных фильмах «Зуб за зуб», «Тигр», «Балканский экспресс» и «Горлом в клубнике», а также позировала для различных рекламных плакатов. По её словам, она сыграла пару эпизодических ролей в обнажённом виде, за что подвергалась критике, однако главных ролей ей не давали, поскольку, со слов актрисы, она не хотела подчиняться «грязным играм режиссёров».
Рассчитывая записать пластинку с песнями, Лиляна всё же нашла своё призвание и снискала славу в качестве поэтессы. Её первый сборник стихов вышел под названием «Тебе» (серб. Tebi). Она опубликовала несколько книг, в том числе сборник стихов под названием «Как ты» (серб. Kako ti je), посвящённый её дочери Дине. Тематика её стихов — жизнь, добро и зло, благородство и человеческое достоинство. Одно из наиболее популярных стихотворений авторства Лиляны — «Первая награда» (серб. Prva nagrada), которое её дети неоднократно цитировали. В 1990-е годы Лиляна, во время гастролей по Северной Америке, выпустила в Канаде сборник стихов для детей и о любви, а также вошла в состав американского издательского дома «Послы мира». Во время боевых действий в Хорватии и Боснии Лиляна выступала на разных поэтических вечерах в Канаде и США, рассказывая о сербском народе и объясняя местным жителям взгляд сербов на происходившие трагические события. В 1994 году Лиляна была удостоена одной из американских литературных премий за стихотворение «Буду защищать Сербию, даже когда умру» (серб. Braniću Srbiju i kad budem mrtva) и «Ни одна могила не скажет, что меня нет» (серб. Ни гроб ми неће рећи да ме нема). В 1997 году она начала писать роман «Корни» (серб. Koreni).

### Встречи с Томиславом Карагеоргиевичем
В 1993 году Лиляна впервые встретилась с принцем Томиславом Карагеоргиевичем в храме Святого Саввы во Врачаре, где её дядя служил священником. Он попросил Лиляну сфотографироваться с принцем. Через год она поехала в канадский Торонто, чтобы встретиться с сестрой Горданой и подать документы для оформления постоянного вида на жительство в Канаде. Здесь, в Мильтонском монастыре, Лиляна снова пересеклась с Томиславом. Они говорили о Сербии, сербской истории, династии Карагеоргиевичей и гражданской войне. В 1995 году, когда стало известно о том, что принц Томислав тяжело заболел, Лиляна покинула Канаду и вернулась на родину, чтобы встретиться с ним в Опленаце. В мае 1996 года они вместе посетили профессора Йово Андричича (серб. Jovo Andričić), который для лечения больного Томислава готовил препараты на основе лекарственных трав.
В обществе заговорили о романе Лиляны с Томиславом, а она подогревала эти слухи своими заявлениями, в которых утверждала, что принц называл её чуть ли не «Белградской принцессой». В интервью от 1997 года Лиляна рассказала о предыдущих встречах с Томиславом и сообщила, что между ними завязались серьёзные отношения, и что принц готов развестись со своей супругой Линдой ради новой возлюбленной. Они якобы тайно обручились 27 октября 1996 года, после чего расписались в Тополе, а в Белграде Томислав уже представил общественности Лиляну как свою новую супругу. Однако в канун Нового 1997 года между ними произошла ссора: принц хотел отметить Новый год в компании своей подруги Нады Голубович, а Лиляна воспротивилась этому. После того, как в 1997 году интервью Лиляны о Томиславе было предано огласке, принц опроверг все слухи о свадьбе, сделав ряд заявлений. Он сказал, что Лиляна является потомком второстепенной ветви Карагеоргиевичей, поэтому жениться на ней он не мог, к тому же она нехорошо относилась к его супруге. Лиляна была возмущена ответом принца и публично назвала его трусом. Тем не менее современники отмечали, что именно встречи с Томиславом подвигли Лиляну на освещение темы любви к родине в её творчестве. Вскоре Лиляна добавила к своей фамилии приставку «Караджорджевич», став носить двойную фамилию Жикич-Караджорджевич: по некоторым данным, она убедила власти в том, что действительно состоит в дальнем родстве с королевской династией. В обществе Лиляну долгое время считали членом дома Карагеоргиевичей.

### Косовская война
После разрыва отношений с принцем Томиславом Лиляна покинула Опленац, поселившись в Белграде в доме 36 по улице Будимской. После первых авианалётов НАТО на Югославию Лиляна заявила о намерении отправиться добровольцем в ряды югославской армии воевать против албанских сепаратистов и помогавших им воинских частей стран НАТО. О желании воевать заявлял и её брат Богдан Джогович, живший в Австралии и выразивший намерение отправиться на фронт. 28 марта Лиляна подала заявление о желании записаться добровольцем в армию. Лиляна вступила в 125-ю моторизованную бригаду сухопутных войск Союзной Республики Югославии, пройдя краткосрочную подготовку в окрестностях Белграда и затем отправившись со своей частью в Ниш, чтобы оттуда отправиться в город Печ.
На фронте она успела провести всего несколько дней. 1 апреля 1999 года в селе Любенич, около города Печ, центра одноимённой общины, при выполнении служебного задания Лиляна вступила в бой против солдат Армии освобождения Косово и погибла, в том же бою были убиты ещё два солдата югославской армии. Её брат, который проходил обучение в Бубани, получил от военкомата отказ в просьбе отправиться на фронт, поскольку его семья «уже достаточно сделала для Сербии» — именно тогда Богдан узнал о гибели Лиляны. От дяди Богдана и от полковника югославской армии Любинко Джурковича дети узнали о том, что произошло с их матерью: полиция в тот день безуспешно звонила в дверь белградской квартиры Лиляны, чтобы сообщить печальную новость.

## Память
Гроб с телом Лиляны был доставлен в морг Военно-медицинской академии Белграда, а через месяц она была похоронена на кладбище в Жабаре. С Лиляной прощались её дети, брат Богдан и сестра Гордана. Посмертно Лиляна была награждена орденом «За заслуги в области обороны и безопасности» I степени. 26 апреля 1999 года в газете «Свет» (Мир) было опубликовано её известное стихотворение «Буду защищать Сербию, даже когда умру»; позже в прессе было опубликовано ещё одно стихотворение Лиляны под названием «Ни одна могила не скажет, что меня нет» (серб. Ни гроб ми неће рећи да ме нема). В Военном музее Ниша в 2018 году появилась выставка с фотографиями и стихами Лиляны Жикич-Караджорджевич, а позже была выдвинута инициатива присвоить одной из улиц Крагуеваца имя Лиляны. 25 июля 2019 года скупщина города Белград постановила присвоить имя Лиляны Жикич-Караджорджевич одной из улиц города Дражевац городской общины Обреновац города Белград.
В настоящее время все дети Лиляны, за исключением Дины, живут за рубежом: Альберто работает дальнобойщиком в Канаде, а ещё двое сыновей Лиляны уехали с отцом в Швецию. Дочь Дина Галорини окончила магистратуру факультета прикладного менеджмента, экономики и финансов в Белграде, в прошлом работала в журналах, ныне воспитывает сына Виктора (развелась с отцом ребёнка). По словам Альберто, когда он представил книгу стихов своей матери в Канаде, то растрогал журналистов и всех зрителей в зале. Дина узнала правду об участии матери в войне в Косово от министра по делам ветеранов боевых действий Драгана Поповича, давнего друга Лиляны, благодаря чему стала первым стипендиатом по Закону о правах детей военнослужащих, погибших при исполнении обязанностей.